# The Lost Children (Lied)
The Lost Children ist ein Lied des US-amerikanischen Sängers Michael Jackson. Es wurde am 29. Oktober 2001 auf seinem zehnten Studioalbum Invincible veröffentlicht.

## Inhalt
In dem Lied geht es, wie der Titel sagt, um „all die verlorenen Kinder“. Michael Jackson liebte bekanntermaßen Kinder und schrieb somit dieses Lied für alle Kinder, die verloren gegangen sind und wohl auch für alle anderen Kinder.

## Kritiken
Laut The Stuart News gehöre The Lost Children gemeinsam mit Cry und Don’t Walk Away zu den Songs auf der zweiten Albumhälfte, die voller saftiger Aushänge-Plattitüden seien und jedes Momentum, welches das Album aufgebaut habe, zerstören würden. Das schier endlose The Lost Children mit aufsteigenden Kinder-Chören, „dickflüssigen“ Streichern und kitschigem Text rufe Fremdscham hervor.

## Besetzung
- Komposition - Michael Jackson
- Produktion & Arrangement - Michael Jackson
- Programmierung - Michael Jackson, Brad Buxer
- Stimmen - Baby Rubba, Prince Jackson
- Kinderchor von Tom Bahler - Scotty Haskell, Andrew Snyder, Melissa Mackay, Monique Donally, Rose Beatty, James Lively, Aley Martinez, Ricky Lucchse, Brandon Lucas, Jonathon Lucas, F. Sheridan, Robert Bolyard, Sally Stevens, Luana Jackman, Martha Cowan, Edie Lehmann Boddicker, Jonathon Hall, Justin Hall, Brett Tattersol, Micha Hauptman
- Digitale Bearbeitung - Brad Buxer, Stuart Brawley
- Aufnahme - Bruce Swedien, Brad Buxer, Stuart Brawley
- Mix - Bruce Swedien[3][1]